# Diego Fernando Klimowicz
Diego Klimowicz (Quilmes, 6 de juliol de 1974) és un futbolista argentí, d'ascendència polonesa.
En el seu país va jugar a l'Instituto de Cordoba. El 1996 fitxa pel Rayo Vallecano, de la lliga espanyola, en la qual continuaria a les files del Reial Valladolid. Retorna al seu país el 1999, a les files del Lanús. El 2001, de nou a Europa, fitxa pel VfL Wolfsburg de la Bundesliga alemanya, on passaria la seua millor època militant-hi sis temporades. Posteriorment, ha jugat en el Borussia Dortmund i en el Bochum.